# 랜디 윈
드와이트 랜돌프 윈(Dwight Randolph Winn, 1974년 6월 9일 ~ )은 미국의 전 프로 야구 선수로, 메이저 리그 베이스볼(MLB)에서 외야수로 활약하였다. 13시즌 동안 탬파베이 데블 레이스, 시애틀 매리너스, 샌프란시스코 자이언츠, 뉴욕 양키스, 세인트루이스 카디널스 등지에서 뛰었다.